# Inácio Francisco Silveira da Mota
Ignacio Francisco Silveira da Mota, barão com grandeza de Vila Franca (Goiás, 26 de julho de 1815 — Quissamã, 18 de abril de 1885) foi um jurista, político, empresário, fazendeiro e senhor de engenho brasileiro.

## Biografia
Filho do conselheiro Joaquim Ignacio Silveira da Mota e de sua esposa D. Ana Luísa da Gama. Era irmão do conselheiro José Inácio Silveira da Mota, autor de uma importante lei que regulamentou a venda de escravos no Brasil. Era tio do Barão de Jaceguai e do poeta Álvares de Azevedo. Seu pai foi um dos homens mais poderosos do período colonial, mas ficou conhecido por ser o raptor e amante da célebre Dona Beja.
Casou-se em 1852 com D. Francisca de Velasco Castro Carneiro da Silva, filha de José Carneiro da Silva, visconde de Araruama, e de D. Francisca Antônia Ribeiro de Castro, sendo neta materna do primeiro barão de Santa Rita, irmã do conde de Araruama, do visconde de Ururaí, do visconde de Quissamã e do barão de Monte de Cedro. A baronesa nasceu em Quissamã (Macaé-RJ) a 16 de maio de 1832 e ali faleceu em 14 de Junho de 1885; tendo seus dotes intelectuais reconhecidos até pelo imperador Dom Pedro II. O casal não deixou descendência, era proprietário das fazendas Santa Francisca e Mato de Pipa, em Quissamã, sendo seus herdeiros sobrinhos, afilhados e instituições pias.
Formou-se, em 1838, Bacharel em Ciências Jurídicas e Sociais pela Academia de São Paulo.
Serviu na magistratura de 1841 a 1852. Foi Juiz de Direito em Macaé (RJ).
Foi presidente das províncias do Piauí, de 24 de dezembro de 1849 a 7 de setembro de 1850, do Ceará, de 1850 a 1851, e do Rio de Janeiro, de 25 de abril de 1859 a 15 de abril de 1861. Neste último cargo, sucedeu ao seu cunhado o Conselheiro João de Almeida Pereira Filho.
Foi um dos fundadores do Engenho Central de Quissamã, embora tenha sido um dos últimos sócios a aceitar participar da empreitada. Poucos anos antes, em 1868, tinha construído um engenho novo, em sua fazenda de Santa Francisca, em Quissamã, com maquinário e até tijolos importados da França. A fazenda Santa Francisca ainda existe, apesar de seu antigo engenho de tijolos franceses ter sido demolido. O Solar de Santa Francisca é considerado um dos mais bem preservados de Quissamã, mantendo mobiliário original, uma magnífica tela, ricamente emoldurada, retratando o Barão de Vila Franca em tamanho natural; muitos itens do grandioso serviço de jantar francês, da manufatura de Ed. Honoré, com motivos botânicos policromados, barrados em arabescos dourados, filetados em vinho.
Foi agraciado com o título de barão de Vila Franca, em 28 de janeiro de 1875. Recebeu honras de grandeza, em 22 de setembro de 1877, quando houve a inauguração do Engenho Central de Quissamã.
Foi comendador da Imperial Ordem de Cristo.